# 王基洪
王基洪，字廷荩、開之，山西襄垣县人，明朝政治人物、進士出身。
幼有神童之譽，得知縣楊述中資助。萬曆二十九年（1601年）辛丑科进士，授翰林院庶吉士，授监察御史，出按陕西，再按浙江，又为应天督学。因与同官不合辭職歸鄉。